# 近藤科学
近藤科学株式会社（こんどうかがく）とは、ラジオコントロール機器およびロボット関連機器を製造する電気機器メーカーである。本社は東京都荒川区。

## 概要
ラジオコントロール装置は KO PROPO のブランド名で世界的に知られる。ラジコンの中でもラジコン模型自動車用製品に強い。また、現在ラジコンカー用として標準仕様となっているホイール型送信機は、近藤科学が1980年代に発売したEX-Iという製品が、そのスタイルを確立した先駆けとなった。なお、近年はロボット向けサーボモーターや、ホビー用二足歩行ロボットも販売している。

## ラジコンカー用の製品

### 送信機
特徴として、KIY CONCEPTと呼ばれる組み換え可能な送信機がラインナップされている。KIYは Kustom it yourself の略。マスターユニット、ステアリングユニット、グリップユニットに分割でき、好みに応じて組み替えられる。
- EX-RR

KIY CONCEPT対応のハイエンドプロポとして、「2016 第56回全日本模型ホビーショー」にて発表されたモデル。
- EX-1

KIY CONCEPTに対応して登場したハイエンドプロポ。
- EX-2

EX-1の価格を抑えて登場したようなミドルクラスプロポ。EX-1と比べると液晶パネルが取り外し可能になり、アンテナも短く取り回しやすくなった。
- EX-5

エントリーからミドルまでのステップアップ用に。KIY CONCEPTには非対応。
- ESPRIT

スティックタイプ送信機。KIY CONCEPTには非対応。

### サーボモーター
スタンダード、ロープロ、ミニサイズ、セミロープロと各サイズごとにラインナップされている。
モーターにはコアレスモーターを使用しているタイプと、ブラシレスモーターを使用しているタイプがある。
ハイエンドのサーボはケースがアルミ製となっている。

### ESC関連

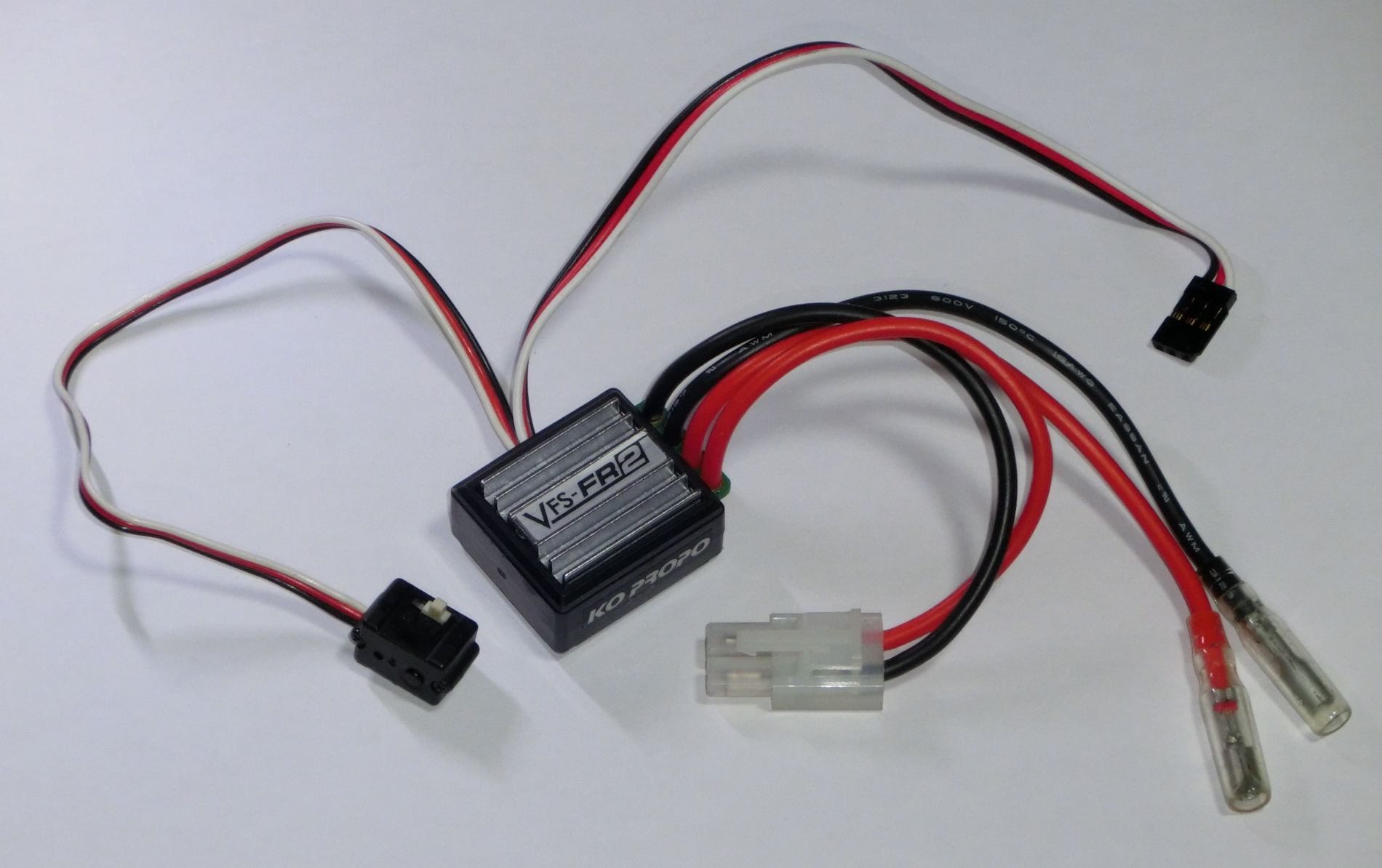
VFS-FR2

- VFS-FR2

ブラシモーター(整流子電動機)用ESC。対応モーターのターン数は無制限。ICSに対応しており、ドライブ周波数やカット電圧の変更が可能。
- キャパシタ
- ショットキーダイオード

### ラップ計測機器
- ARC type4

ラップカウンター
- TD-3

ARC type4に対応した発信機

### ICS
ICSに対応しているサーボやESC、ミニッツレーサーやdNaNoは設定値を変更する事ができる。
専用のマネージャーソフトやUSBアダプターを用いる。

## ロボットキット

### KHRシリーズ
二足歩行ロボットキット
- KHR-1

2004年発売。サーボモータを17個搭載した初代KHRモデル。
- KHR-2HV

2006年発売の2代目モデル。
- KHR-3HV

2009年発売の3代目モデル。

### KXRシリーズ
目的に応じて組み替えられる事をコンセプトに設計されたロボットシリーズ。
- KXR-L2

ヒューマノイド型（16軸）
- KXR-L4

カメ型・ローバー型（9軸）

### 多脚ロボット
4脚型や6脚型のロボット組み立てキット
- KMR-M6

アルマイト処理されたアルミフレームにサーボモーターを12個搭載した6脚型ロボット。脚部は緩衝機構を備えたリンク式。カマキリのように前脚を持ち上げる事や、3kg程の重量物を載せて歩行する事が可能。
- KMR-P4

KMR-M6の廉価版。サーボモーターを8個に減らした4脚型ロボット。
- カメ型ロボット02

サーボモーターを9個搭載した4脚タイプのカメ型ロボット。脚部はリンク機構を持たないシンプルな構成となっている。

### アームロボット
- KRArm-1

ROBO-ONEの競技種目、ROBO-剣での使用を想定して開発された垂直多関節ロボット。標準では3軸、オプションで6軸まで拡張可能。

### その他

#### コントロールボード
- RCB-3HV

サーボを最大24個接続できるボード。対応サーボはシリアル/PWM兼用で接続方法はパラレル。HeartToHeart3に対応している。
- RCB-4HV

サーボを最大36個接続できるボード。対応サーボはシリアル専用で接続方法はデイジーチェーン。HeartToHeart4に対応している。KHR-3HVや多脚ロボットシリーズに採用されている。
- KCB-5

RCB-4HVをこのKCB-5へ載せ替えると、C言語によるロボット制御プログラムを開発できるようになる。
- RCB-4mini

RCB-4HVのミニサイズ版。

#### ソフトウェア
- HeartToHeart3

Windows上で動作するモーション作成用の無料ソフトウェア。対応ボードはRCB-3HV/3J。
- HeartToHeart4

Windows上で動作するモーション作成用の無料ソフトウェア。対応ボードはRCB-4HV。

他、拡張ユニットやロボット用サーボ、オプション等

## KONDOユーザーのためのサービス
講習会やイベント、無料体験など
- KONDO BATTLE KHRクラス

二足歩行ロボットKHRによるロボットバトルイベント。
- KONDO BATTLE オープンクラス

ROBO-ONE認定大会となり、優勝者にROBO-ONE本戦出場権が与えられる。
- KONDO CUP KHRクラス

3体のKHRで1チームとなり、サッカーの試合を行う大会。
- KONDO CUP オープンクラス

KHRに限らずにサッカーの試合を行う大会。